# Eubarnesia
Eubarnesia là một chi bướm đêm thuộc họ Geometridae.

## Các loài
- Eubarnesia ritaria (Grossbeck, 1910)